# Zespół Szkół Plastycznych w Gdyni
Zespół Szkół Plastycznych w Gdyni – zespół publicznych szkół artystycznych, w skład którego wchodziły: Ogólnokształcąca Szkoła Sztuk Pięknych, Liceum Plastyczne, Policealna Szkoła Plastyczna. Został utworzony w 2000 roku.
Liceum Plastyczne utworzone zostało w 1945, początkowo w oparciu o kadrę nauczycielską wywodzącą się z Wilna. Było to jedno z 22 liceów plastycznych (podlegających pod Ministerstwo Kultury i Sztuki) w PRL. W 1967 liceum zmieniło nazwę na Państwowe Liceum Sztuk Plastycznych oraz rozszerzyło profil nauczania o specjalność pamiątkarstwo. W 1974 pojawiła się także specjalność formy użytkowe, a w 1985 – wystawiennictwo. Obecnie uczniowie mogą wybierać spośród specjalności: techniki graficzne - projektowanie graficzne, fotografia i film - fotografia artystyczna, formy rzeźbiarskie - techniki rzeźbiarskie oraz projektowanie użytkowe - projektowanie przestrzeni.
Wśród nauczycieli PLSP byli m.in. Elżbieta Szczodrowska, Tadeusz Ciesiulewicz, Eugeniusz Lademann, Adolf Popławski; wśród absolwentów – Stefan Chwin, Magdalena Abakanowicz, Hanna Fedorowicz, Tadeusz Ciesiulewicz, Janusz Strobel, Bogdan Borusewicz, Maria Józewicz, Jerzy Mechliński, Mikołaj Trzaska, Róża Juchniewicz, Leszek Biernacki, Mariusz Popielarz, Marek Górnisiewicz, Jan Plata-Przechlewski, Aleksandra Spanowicz, Marcin Markowski, Sławomir Jezierski, Jolanta Furmaniak, Janusz Janowski, Tomasz Sobisz, Beata Sosnowska, Dorota Nieznalska, Hanna Ścisłowska.
W roku szkolnym 1999/2000 rozpoczęła działalność Ogólnokształcąca Szkoła Sztuk Pięknych, a 15 września 2000 zainaugurowano zajęcia w Policealnej Szkole Plastycznej. W 2021 Liceum Plastyczne otrzymało imię Magdaleny Abakanowicz.
W 2022, w miejsce Zespołu Szkół Plastycznych, powołano Państwowe Liceum Sztuk Plastycznych w Gdyni im. Magdaleny Abakanowicz.